# لس شامپولوویر
لس شامپولوویر (انگلیسی: Les Champelovier؛ زادهٔ ۲۳ آوریل ۱۹۳۳) بازیکن فوتبال اهل بریتانیا است.
از باشگاه‌هایی که در آن بازی کرده‌است می‌توان به باشگاه فوتبال برایتون اند هوو آلبیون اشاره کرد.
وی همچنین در تیم ملی فوتبال England amateur بازی کرده‌است.